# ذبيحة إلهية (فلم)
ذبيحة إلهية (بالإنجليزية: Divine Carcasse)، هُو فيلم بنيني صدر سنة 1998 وأخرجه المُخرج البلجيكي Dominique Loreau.

## وصلات خارجية
- ذبيحة إلهية على موقع IMDb (الإنجليزية)
- ذبيحة إلهية على موقع قاعدة بيانات الفيلم (الإنجليزية)
- ذبيحة إلهية على موقع ليتربوكسد (الإنجليزية)
- ذبيحة إلهية على موقع كينوبويسك (الروسية)